# Edykt mediolański
Edykt mediolański (łac. Edictum Mediolanense) – edykt ogłoszony wspólnie przez cesarza zachodniej części Cesarstwa Rzymskiego Konstantyna Wielkiego oraz cesarza wschodniej części Licyniusza w 313 roku w Mediolanie. Zaprowadzał wolność wyznania wiary w Cesarstwie Rzymskim. Od tej pory chrześcijanie bez przeszkód mogli wyznawać swoją religię. Na mocy edyktu nastąpił zwrot budynków i gruntów kościelnych gminom chrześcijańskim.

## Treść edyktu
Gdy tak ja, cesarz Konstantyn Wielki, i jak również ja, cesarz Licyniusz August, zeszliśmy się szczęśliwie w Mediolanie i omawiali wszystko, co należy do pożytku oraz bezpieczeństwa publicznego, postanowiliśmy między innymi zarządzić to, cośmy dla wielu ludzi uważali za konieczne między innymi zarządzeniami, zdaniem naszym dla wielu ludzi korzystnymi, wydać przede wszystkim i to, które do czci bóstwa się odnosi, a mianowicie chrześcijanom i wszystkim dać zupełną wolność wyznawania religii, jaką kto zechce. W ten sposób bowiem bóstwo w swej niebieskiej siedzibie i dla nas, i dla wszystkich, którzy naszej poddani są władzy, zjednać będzie można i usposobić łaskawie. Ze zbawiennych więc i słusznych powodów postanowiliśmy powziąć uchwałę, że nikomu nie można zabronić swobody decyzji, czy myśl swą skłoni do wyznania chrześcijańskiego, czy do innej religii, którą sam za najodpowiedniejszą dla siebie uzna, a to dlatego, by najwyższe bóstwo, któremu cześć według swobodnego przekonania oddajemy, mogło nam we wszystkich okolicznościach okazać zwykłą swą względność i przychylność.

Źródła:
- Laktancjusz, O śmierci prześladowców, rdz. 48[3]
- Euzebiusz z Cezarei, Historia kościelna, księga X, 5, 2 - 14[4]